# Kurt Conrad (Museumsleiter)
Kurt Conrad (* 27. Dezember 1919 in Salzburg; † 1. Mai 1994 in Salzburg) war anerkannter Haus- und Siedlungsforscher sowie Begründer und langjähriger Direktor des Salzburger Freilichtmuseums. Darüber hinaus war er ein Kenner der Kulturgeschichte des Landes Salzburgs.

## Leben
Kurt Conrad wuchs im Oberalm bei Salzburg auf, besuchte die Volksschule Hallein und maturierte 1938 am Akademischen Gymnasium Salzburg. Nach Kriegsdienst und Kriegsgefangenschaft studierte Conrad in Graz Germanistik, Geschichte und Volkskunde, wo er 1950 mit der Dissertation über „Salzburger Grenzaltertümer“ promovierte.
Nach der Tätigkeit im Almwirtschaftsreferat und im Landesfischereiverband kam Kurt Conrad 1959 in die Kulturabteilung des Amtes der Salzburger Landesregierung. Hier war er erst mit Aufgaben des Veranstaltungswesens betraut und wechselte bald in den Naturschutz-Bereich des Amtes der Landesregierung, wo er bald in leitender Stellung tätig war. Er warb mit großem Einsatz für den Naturschutzgedanken und hatte wesentlichen Anteil an der Vereinbarung der Bundesländer Kärnten, Tirol und Salzburg über die Schaffung des Nationalparkes Hohe Tauern.
Conrad war von 1972 an Kustos für Volkskunde im Salzburger Museum Carolino-Augusteum.
Schon früh begannen seine Planungen für ein Salzburger Freilichtmuseum. Bald fand er unweit von Großgmain am Nordfuß des Untersberges im dortigen Landschaftsschutzgebiet ein sehr gut geeignetes 50 ha großes naturnahes Waldgelände. Der Gründungsvertrag für das Museum wurde 1978 unterzeichnet. Ein Jahr später wurde er zum Direktor des Salzburger Freilichtmuseums ernannt, am 27. Dezember 1984 eröffnete dann Dr. Rudolf Kirchschläger das Museum – am Geburtstag von Conrad. Ziel war und ist es, bäuerliche Wohn- und Wirtschaftsgebäude samt zugehörigem Hausrat und Arbeitsgerätschaften vom 16. bis ins späte 19. Jahrhundert zu zeigen. Kurt Conrad hat drei wichtige Aufgaben in dem Museum verfolgt, eine wissenschaftliche, eine volksbildnerische und eine kulturpolitische. Conrad war bis 1988 Direktor des Museums.
Zu Schwerpunkten seiner Forschungen machte Conrad die Themenbereiche Naturschutz, Landschaftsschutz, Volkskunde und Kulturgeschichte. Conrad war einer der Mitautoren des Österreichischen Volkskundeatlasses. Seit 1965 war er Lehrbeauftragter für Volkskunde am Institut für Geographie der Universität Salzburg, ab 1979 Honorarprofessor für Siedlungsgeographie. Von 1982 bis zu seinem Tod wirkte er als Vorstand der Gesellschaft für Salzburger Landeskunde. Kurt Conrad studierte von 1946 bis 1950 Volkskunde, Geschichte und Germanistik an der Universität Graz. Er war ab 1972 Kustos für Volkskunde am Salzburger Museum Carolino Augusteum. Ab 1979 plante und arbeitete er am Aufbau des Salzburger Freilichtmuseums in Großgmain, welches 1984 eröffnet wurde, und dessen Museumsleiter er bis 1988 war.

## Publikationen
- Führer durch das Salzburger Freilichtmuseum. Botanischer Anhang von Walter Strobl, 4. erw. Auflage, Hrsg.: Direktion Salzburger Freilichtmuseum, Salzburg 1994, ISBN 3-85372-000-5.
- Katalog unter Mitarbeit bei: Friederike Prodinger (Hrsg.): Burgen in Salzburg. Anlässlich des 900-Jahr-Jubiläums der Festung Hohensalzburg. Ausstellung im Burgmuseum der Festung Hohensalzburg 4. Juni bis 30. Oktober 1977, Salzburger Museum Carolino Augusteum, Salzburg 1977.
- Die Landschaft als Spiegelbild der Volkskultur. Hausforschung, Heimatpflege, Naturschutz, Volkskunde in Salzburg. Ausgewählte Aufsätze und Vorträge von Kurt Conrad, Festschrift für Kurt Conrad zum 70. Geburtstag, Gesellschaft für Salzburger Landeskunde (Hrsg.), Vorwort von Oskar Moser, Salzburg 1990.
- Volkskundliche Einführung in: Walter Kreindl: Unsere alten Bauernhöfe. Verlag Welsermühl, Wels 1982, ISBN 3-85339-176-1.
- Friederike Prodinger (Herausgeber) und Kurt Conrad (Mitarbeiter): Burgen in Salzburg, anlässlich des 900-Jahr-Jubiläums der Festung Hohensbg, 4. 6. – 30. 10. 1977, Verlag Salzburger Museum Carolino Augusteum, Salzburg 1977.